# Магнетизм

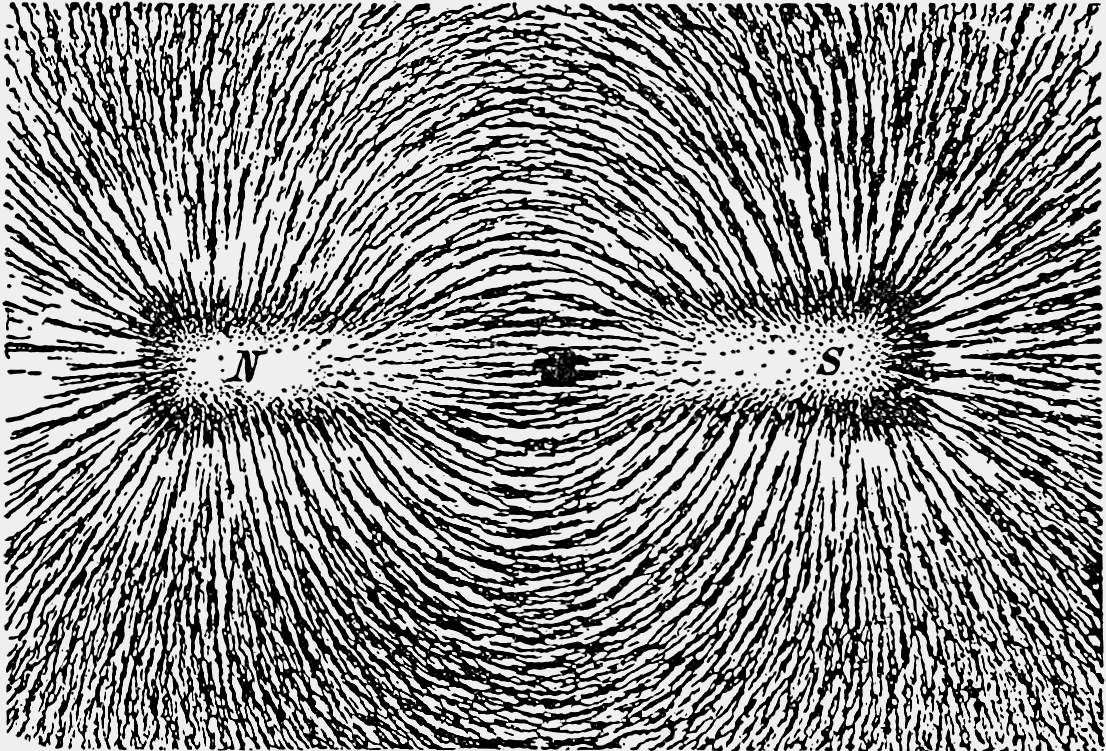
Силові лінії магнітного поля навколо магніту, сформовані залізними ошурками на папері

Магнети́зм — форма взаємодії «рухомих» електричних зарядів, яка здійснюється на відстані за допомогою магнітного поля. Поряд з електрикою, магнетизм — один із проявів електромагнітної взаємодії.
Магнетизм — це клас фізичних явищ, зумовлених магнітними полями. Електричні струми і магнітні моменти елементарних частинок породжують магнітне поле, яке діє на інші струми та магнітні моменти. Найбільш знайомі ефекти відбуваються у феромагнітних матеріалах, які дуже притягуються магнітними полями і можуть намагнічуватися, перетворюючись на постійні магніти, та самі створювати магнітні поля. Лише деякі речовини є феромагнітними; найбільш поширеними є залізо, кобальт і нікель та їхні сплави, як от сталь. Приставка "феро" стосується заліза, оскільки постійний магнетизм вперше спостерігався в залізняку, формі природної залізної руди, званої магнетитом, Fe3O4.
Хоча феромагнетизм охоплює більшість виявів магнетизму, що зустрічаються в повсякденному житті, на всі інші матеріали деякою мірою, впливає магнітне поле, а також деякі інші види магнетизму. Парамагнітні речовини, наприклад алюміній і кисень, слабко притягуються до прикладеного магнітного поля; діамагнітні речовини, як от мідь і вуглець, слабко відштовхуються; тоді як антиферомагнітні матеріали, як от хром і спінове скло, мають більш складний зв'язок з магнітним полем. Сила магнетизму на парамагнітні, діамагнітні і антиферомагнітні речовини, зазвичай занадто слабка, щоб її можна було відчути, тож її можна виявити лише лабораторними приладами, тож в повсякденному житті ці речовини часто називають немагнітними.
Магнітний стан (або магнітна фаза) матеріалу залежить від температури та інших змінних умов, як от тиск і прикладене магнітне поле. Речовина може проявляти більше ніж одну форму магнетизму, у разі зміни умов. Можливе як намагнічування, так і розмагнічування магніту. Пропускання змінного струму або удар по нагрітому магніту в напрямку схід-захід, це способи розмагнічування магніту.

## Історія
Магнетизм було вперше виявлено в стародавньому світі, коли люди помітили, що магніти — природно намагнічені шматочки мінерального магнетиту, можуть притягати залізо. Слово «магніт» походить від грецького терміна «μαγνῆτις λίθος magnētis lithos», «магнезійний камінь, підніжний камінь». У стародавній Греції Аристотель приписав перше з того, що можна було б назвати науковою дискусією про магнетизм, філософу Фалесу Мілетському, який жив з 625 року до н.е - до 545 року до н.е. Древній індійський медичний допис «Сушрута самхита» описує використання магнетиту для видалення стріл, застряглих в тіло людини. 
У стародавньому Китаї найперше літературне посилання на магнетизм, міститься в книзі 4-го століття до нашої ери, названої на честь її автора, «Мудрець Долини Привидів». Найперша згадка про притягнення голки — в роботі 1-го століття «Луньхен» ( «Збалансовані запити»): «Магніт притягує голку». Китайський учений 11-го століття Шень Куо був першою людиною, яка змалювала в «Есе басейну снів», магнітний стрілковий компас і те що він підвищив точність навігації, використовуючи астрономічне Поняття справжньої півночі. До 12-го століття китайці, як було відомо, використовували компас-магніт для навігації. Вони виліпили напрямну ложку з каменю в такий спосіб, що ручка ложки завжди вказувала на південь.
Олександр Некк, до 1187 року, був першим в Європі, хто описав компас і його використання для навігації. У 1269 році Пітер Перегрінусе де Марікура написав Epistola de magnete, перший збережений трактат, що змальовує властивості магнітів. 1282 року поведінку магнітів і сухих компасів обговорював Халіль аль-Ашраф, єменський фізик, астроном і географ. 
1600 року, Вільям Гілберт оприлюднив власні книги ("Про магніт і магнітні тіла", "Великий магніт Землі"). У цих роботах він змальовує багато своїх дослідів з власною моделлю землі, званою Террелл. Завдяки їм, він прийшов до висновку, що Земля сама собою є магнітною, і саме завдяки цьому компас вказує на північ (раніше деякі вважали, що саме полярна зірка (Polaris) або великий магнітний острів на північному полюсі притягував стрілку компасу).
Розуміння взаємозв'язку між електрикою і магнетизмом, почалося 1819 року з роботи професора Копенгагенського університету Ганса Крістіана Ерстеда, який виявив під час випадкового посмикування стрілки компаса біля проводу, що електричний струм може створити магнітне поле. Цей знаменний дослід відомий як Експеримент Ерстеда. Кілька інших дослідів пішли від Андре-Марі Ампера, який 1820 року виявив, що магнітне поле, котре циркулює замкненим шляхом, було пов'язано зі струмом, який протікає по периметру кола; Карл Фрідріх Гаусс; Жан-Батіст Біо і Фелікс Савар, обидва з яких 1820 року вигадали закон Біо-Савара, що дає рівняння для магнітного поля від провідника зі струмом; Майкл Фарадей, який 1831 року виявив, що мінливий в часі магнітний потік крізь петлю дроту, викликав напругу, а інші виявляли подальші зв'язки між магнетизмом та електрикою. Джеймс Клерк Максвелл узагальнив і розширив це розуміння рівнянь Максвелла та об'єднав електрику, магнетизм і оптику в галузь електромагнетизму. 1905 року, Ейнштейн використовував ці закони, пояснюючи власну гіпотезу спеціальної теорії відносності та наполягав, щоби вони застосовувалися в усіх інерційних системах відліку.
Електромагнетизм продовжував розвиватися в 21 столітті, і був залученим до більш основоположних теорій: калібрувальних, квантової електродинаміки, електрослабкої теорії і, нарешті, стандартної моделі.

## Визначення. Загальні відомості
Магнетизм — сукупність явищ і властивостей, пов'язаних з впливом магнітного поля, що може бути зумовлений протіканням макроскопічних електричних струмів (соленоїд, електромагніт), або атомних (магнітний момент). Магнетизм проявляється, зокрема, у взаємному притягуванні і відштовхуванні між магнітами, електричними струмами, між струмами і магнітами, мікрочастинками (електронами, протонами тощо).
Магнітні властивості речовини визначаються неспареними (нескомпенсованими) спінами електронів; у разі відсутності їх прояву, говоримо про діамагнетики, в іншому разі — про парамагнетики — коли взаємодія між спінами слабка, та феромагнетики — якщо взаємодія сильна і спричинює паралельне орієнтування спінів у певній області (так званих магнітних доменах), антиферомагнетиках, коли вплив сприяє паралельному розташуванню спінів (на відміну від феромагнетиків, антиферомагнетики у зовнішньому магнітному полі не виявляють сильного намагнічування і їхні властивості подібні до парамагнетиків), і феримагнетиків, коли спіни електронів сусідніх атомів орієнтуються різним чином, проте створені ними магнітні моменти, не врівноважуються повністю.
Магнетизмом називають також підрозділ фізики, який вивчає взаємодію електрично заряджених частинок (тіл) або частинок (тіл) з магнітним моментом, яка здійснюється через магнітне поле.
Магнетизм як спеціальність охоплює теоретичне та дослідне вивчення природи впорядкованих (феромагнетизм, антиферомагнетизм, феримагнетизм) та невпорядкованих (діамагнетизм, парамагнетизм, спінове скло) магнетних станів у діелектричних, напівпровідникових та металевих матеріалах.

## Основні рівняння і закони
Сучасна теорія магнетизму ґрунтується на таких основних рівняннях і законах:
- Закон електромагнітної індукції Фарадея
- Закон Ампера
- Закон Біо-Савара-Лапласа
- Сила Лоренца
- Закон Ампера для циркуляції магнітного поля

## Напрямки досліджень
Областю досліджень є експериментальні та теоретичні дослідження у таких напрямках:
- атомний механізм магнетизму, магнітні властивості окремих атомів, перехідні d- та f-елементи;
- діамагнетизм атомів та молекул;
- магнетні властивості електронів провідності в металах: діамагнетизм Ландау та парамагнетизм Паулі;
- парамагнетизм твердих тіл;
- магнетовпорядковані стани, їх структура та властивості: феромагнетизм, антиферомагнетизм, феримагнетизм;
- альтермагнетизм[1];
- магнетні фазові переходи в магнетних речовинах;
- магнетооптичні та магнетоелектричні явища;
- невпорядковані магнетики: аморфні магнетики та спінове скло;
- елементарні збудження в магнетних матеріалах;
- магнетні домени та стінки, процеси перемагнічування;
- резонансні явища, ЕПР, ЯМР, ФМР, АФМР, ЯГР;
- магнетні властивості надпровідників та надпровідних магнітів;
- магнетні властивості низьковимірних систем;
- магнетні властивості мезоскопічних систем;
- фізичні основи створення нових магнетних матеріалів;
- магнетні властивості мезоскопічних систем.

## Магнетизм макротіл
Магнетизм макротіл — властивості тіл, які виявляються під час взаємодії їх з магнітним полем. Зумовлений спільним магнетизмом частинок, які складають тіла, і макрострумів у них. Усі речовини за їхніми магнітними властивостями, поділяються на діа-, пара-, феромагнітні. Залежно від характеру взаємодії частинок-носіїв магнітного моменту, у речовин може спостерігатися феромагнетизм, феримагнетизм, антиферомагнетизм, парамагнетизм, діамагнетизм та інші види магнетизму.

## Магнетизм мікрочастинок
Магнетизм мікрочастинок — властивість мікрочастинок, яку вони проявляють в електромагнітній взаємодії. Для окремих елементарних частинок це прояв їхнього спінового магнітного моменту. Магнетизм атомів і молекул обумовлюється спіновим магнетизмом електронів, їхніми орбітальними магнітними моментами, та власними і орбітальними моментами нуклонів у ядрах. Причому магнітні моменти ядер, не є простою сумою магнітних моментів нуклонів, що пояснюється впливом ядерних сил між нуклонами. Загальний магнітний момент атома складається із суми магнітних моментів його електронів і ядра. Магнітний момент парамагнітних атомів не дорівнює нулю, діамагнітні атоми мають нульовий магнітний момент.